# Дигитални медији
Дигитални медији, као најновији облици масовне комуникације, пружају могућност средњој класи (обичним људима), као и великим корорацијама да размењују информације.
У дигиталне медије спада и интернет. Он обезбеђује актуелне вести и многе друге информације у које спада и наука. Интернет је, као дигитални медиј, такође сервис забавног садржаја.
Дигитални медији, за разлику од већине других једносмерних медија, омогућавају својим корисницима да дају сопствени допринос. Делимично због тога што техничке погодности ових медија не доносе зараду само неколико општепознатих медијских компанија данас има интернет сервисе.